# Anastoechus firjuzanus
Anastoechus firjuzanus är en tvåvingeart som beskrevs av Paramonov 1930. Anastoechus firjuzanus ingår i släktet Anastoechus och familjen svävflugor. Inga underarter finns listade i Catalogue of Life.